# Peter Force

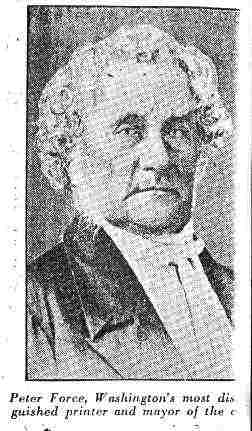
Peter Force

Peter Force (* 26. November 1790 im Passaic County, New Jersey; † 23. Januar 1868 in Washington, D.C.) war ein US-amerikanischer Politiker. Zwischen 1836 und 1840 war er Bürgermeister der Stadt Washington.

## Werdegang
Noch in seiner Jugend zog Peter Force mit seinen Eltern nach New York City, wo er eine Lehre im Druckerhandwerk absolvierte. Während des Britisch-Amerikanischen Krieges von 1812 war er Leutnant in den amerikanischen Streitkräften. Seit 1815 lebte er in der Bundeshauptstadt Washington, wo er im Zeitungsgeschäft tätig wurde. Zwischen 1823 und 1841 war er Herausgeber des National Journal. Gleichzeitig schlug er eine politische Laufbahn ein. Dabei war er Mitglied einiger lokaler Gremien und des Stadtrats. Bei den Präsidentschaftswahlen des Jahres 1824 unterstützte er John Quincy Adams. In den 1830er Jahren wurde er Mitglied der damals gegründeten Whig Party.
1834 wurde Force zum Bürgermeister von Washington gewählt. Dieses Amt bekleidete er nach einer Wiederwahl zwischen dem 13. Juni 1836 und 8. Juni 1840. Erwähnenswert ist, dass bis 1871 der Bürgermeister von Washington nicht den gesamten District of Columbia verwaltete. Die damals selbständige Stadt Georgetown stellte bis 1871 ihren eigenen Bürgermeister. Force wurde vor allem durch seine historischen Arbeiten bekannt. Er trug eine stattliche Sammlung historischer Dokumente zusammen, die er teilweise auch veröffentlichte. Seine American Archives beinhalteten die wichtigsten politischen Schriften aus der Zeit der amerikanischen Revolution. Im Jahr 1867 kaufte der Kongress Forces Sammlung und integrierte sie in die Library of Congress. Peter Force starb am 23. Januar 1868 in Washington.